# Сапонкур
Сапонку́р (фр. Saponcourt) — коммуна во Франции, находится в регионе Франш-Конте. Департамент — Верхняя Сона. Входит в состав кантона Аманс. Округ коммуны — Везуль.
Код INSEE коммуны — 70476.

## География
Коммуна расположена приблизительно в 300 км к юго-востоку от Парижа, в 70 км севернее Безансона, в 30 км к северу от Везуля.

## Население
Население коммуны на 2010 год составляло 62 человека.
| 1962 | 1968 | 1975 | 1982 | 1990 | 1999 | 2010 |
| ---- | ---- | ---- | ---- | ---- | ---- | ---- |
| 76   | 95   | 82   | 86   | 73   | 70   | 62   |

## Администрация
| Период | Период | Фамилия     | Партия | Примечания |
| ------ | ------ | ----------- | ------ | ---------- |
| 2001   | 2005   | Жак Уа      |        |            |
| 2005   | 2014   | Режи Лебрэн |        |            |

## Экономика
В 2010 году среди 43 человек трудоспособного возраста (15—64 лет) 33 были экономически активными, 10 — неактивными (показатель активности — 76,7 %, в 1999 году было 55,3 %). Из 33 активных жителей работали 27 человек (18 мужчин и 9 женщин), безработных было 6 (3 мужчин и 3 женщины). Среди 10 неактивных 0 человек были учениками или студентами, 8 — пенсионерами, 2 были неактивными по другим причинам.